# Magnitudes y unidades acústicas
La acústica es la parte de la física que estudia el sonido, siendo este la energía que tiene impresión en el sentido del oído. El sonido tiene dos naturalezas, la vibratoria y la ondulatoria. La naturaleza vibratoria se refiere al agente que produce o emite dicha vibración, un ejemplo son las cuerdas de la guitarra o las cuerdas vocales. La naturaleza ondulatoria se refiere a su propagación, el cual es el movimiento ondulatorio que se propaga por el medio que le rodea. Ambos, tanto el emisor como el medio, deben ser materiales, de lo contrario el sonido no se propagaría, como sucede en el vacío.
Normalmente el medio de propagación del sonido es el aire, en el cual las ondas producen variaciones de presión, las cuales son capatadas por el oído.
La velocidad del sonido en el aire es directamente proporcional a la raíz cuadrada de su temperatura absoluta.

## Tono
El tono es la cualidad que permite distinguir entre sí a los diferentes sonidos emitidos por un mismo instrumento, y  está relacionado con la longitud de onda y la velocidad de propagación. Se llama sonido agudo o alto al que tenga mayor frecuencia o menor longitud de onda, y se conoce como grave o bajo al de menor frecuencia o mayor longitud de onda.
Unidades
El tono se mide en ciclo por segundo o vibración por segundo, o Hertz, y en kilociclo por segundo o kilohertzio.

## Intensidad de onda sonora
Es la cantidad media de energía sonora transportada por la onda, por unidad de superficie y por unidad de tiempo, a través de una superficie perpendicular a la dirección en que se propaga.
Es la cualidad del sonido que permite su percepción a mayor o menor distancia, razón por la cual también se le conoce "volumen del sonido". Por su intensidad los sonidos se clasifican en fuertes y débiles.
Leyes
1. La intensidad sonora es proporcional al cuadrado de la amplitud de la vibración sonora, y al cuadrado de su frecuencia.
2. Las intensidades sonoras son inversamente proporcionales a los cuadrados de las distancias al foco emisor.

Unidades
Por ser energía por tiempo y superficie se medirá en unidades de potencia por superficie.. la cual sería el pascal.m s-1

## Timbre
Es timbre de un sonido es la cualidad que permite diferenciarle de otro de igual tono e intensidad producido por un distinto instrumento. El timbre es una cualidad de los sonidos compuestos y está determinado por el número de armónico que acompañan al sonido fundamental y por sus amplitudes respectivas.
En los sonidos compuestos la curva de sus vibraciones es ondulada asimétrica, resultante de la composición de dos o más simples, el fundamental y uno o varios armónicos 
Unidades
No existen parámetros cuantitativos que sirvan para medir el timbre. Sin embargo se puede tomar como unidad de timbre el número de armónicos y valor de sus frecuencias respectivas expresadas en función de la del sonido fundamental.
El análisis de estos fundamentos se conoce en la Electroacústica